# Campeonato Europeu de Atletismo em Pista Coberta de 2023 - Salto com vara feminino
A prova do salto com vara feminino do Campeonato Europeu de Atletismo em Pista Coberta de 2023 foi disputada nos dias 3 e 4 de março de 2023 na Ataköy Athletics Arena, em Istambul, na Turquia.

## Recordes
Antes desta competição, os recordes mundiais e do campeonato nesta prova eram os seguintes:
|                       | Nome              | Nacionalidade  | Altura  | Local       | Data                    |
| --------------------- | ----------------- | -------------- | ------- | ----------- | ----------------------- |
| Recorde mundial       | Jenn Suhr         | Estados Unidos | 5m 02cm | Albuquerque | 2 de março de 2013      |
| Recorde europeu       | Yelena Isinbayeva | Rússia         | 5m 01cm | Estocolmo   | 23 de fevereiro de 2012 |
| Recorde do campeonato | Yelena Isinbayeva | Rússia         | 4m 90cm | Madri       | 6 de março de 2005      |

## Medalhistas
| Ouro              | Prata            | Bronze                 |
| Wilma Murto (FIN) | Tina Šutej (SLO) | Amálie Švábíková (CZE) |

## Cronograma
Todos os horários são locais (UTC +3).
| Data       | Hora  | Evento       |
| ---------- | ----- | ------------ |
| 3 de março | 09:15 | Qualificação |
| 4 de março | 19:05 | Final        |

## Resultados

### Qualificação
Qualificação: 4,65 m (Q) ou os 8 melhores qualificados (q). 
| Posição | Atleta                 | Nacionalidade | 4.10 | 4.30 | 4.45 | 4.55 | Resultados | Notas                |
| ------- | ---------------------- | ------------- | ---- | ---- | ---- | ---- | ---------- | -------------------- |
| 1       | Wilma Murto            | Finlândia     | –    | o    | o    | o    | 4.55       | q                    |
| 1       | Tina Šutej             | Eslovênia     | –    | –    | o    | o    | 4.55       | q                    |
| 3       | Aikaterini Stefanidi   | Grécia        | –    | –    | xo   | o    | 4.55       | q                    |
| 4       | Michaela Meijer        | Suécia        | xo   | xo   | xxo  | o    | 4.55       | q,                   |
| 5       | Margot Chevrier        | França        | –    | –    | o    | xxo  | 4.55       | q                    |
| 6       | Angelica Moser         | Suíça         | –    | xo   | o    | xxo  | 4.55       | q                    |
| 7       | Roberta Bruni          | Itália        | o    | o    | o    | xx–  | 4.45       | q                    |
| 7       | Amálie Švábíková       | Chéquia       | –    | –    | o    | xx–  | 4.45       | q                    |
| 9       | Elisa Molinarolo       | Itália        | o    | xo   | o    | xxx  | 4.45       |                      |
| 10      | Ninon Chapelle         | França        | –    | o    | xo   | xxx  | 4.45       | =                    |
| 10      | Elina Lampela          | Finlândia     | o    | o    | xo   | xxx  | 4.45       |                      |
| 12      | Lene Onsrud Retzius    | Noruega       | xo   | o    | xo   | xxx  | 4.45       | Recorde da temporada |
| 13      | Caroline Bonde Holm    | Dinamarca     | o    | o    | xxo  | xxx  | 4.45       | Recorde da temporada |
| 14      | Yana Hladiychuk        | Ucrânia       | o    | o    | xxx  |      | 4.30       |                      |
| 15      | Nikoleta Kyriakopoulou | Grécia        | xo   | o    | xxx  |      | 4.30       |                      |
| 16      | Marie-Julie Bonnin     | França        | –    | xo   | xxx  |      | 4.30       |                      |
| 16      | Anjuli Knäsche         | Alemanha      | o    | xo   | xxx  |      | 4.30       |                      |
| 18      | Hanga Klekner          | Hungria       | o    | xxx  |      |      | 4.10       |                      |
| 19      | Buse Arıkazan          | Turquia       | xxo  | xxx  |      |      | 4.10       |                      |

### Final
A final aconteceu às 19:05 no dia 4 de março de 2023.
| Posição           | Atleta               | Nacionalidade | 4.25 | 4.45 | 4.60 | 4.70 | 4.75 | 4.80 | 4.85 | 4.91 | Resultados | Notas            |
| ----------------- | -------------------- | ------------- | ---- | ---- | ---- | ---- | ---- | ---- | ---- | ---- | ---------- | ---------------- |
| Medalha de ouro   | Wilma Murto          | Finlândia     | –    | o    | o    | o    | xxo  | o    | x–   | xx   | 4.80       | Recorde nacional |
| Medalha de prata  | Tina Šutej           | Eslovênia     | –    | o    | xo   | xo   | xo   | x–   | xx   |      | 4.75       |                  |
| Medalha de bronze | Amálie Švábíková     | Chéquia       | o    | o    | o    | xxo  | xxx  |      |      |      | 4.70       |                  |
| 4                 | Aikaterini Stefanidi | Grécia        | –    | o    | o    | xxx  |      |      |      |      | 4.60       |                  |
| 5                 | Margot Chevrier      | França        | –    | o    | xo   | xxx  |      |      |      |      | 4.60       |                  |
| 6                 | Angelica Moser       | Suíça         | xxo  | o    | xxx  |      |      |      |      |      | 4.45       |                  |
| 7                 | Michaela Meijer      | Suécia        | xxo  | xxo  | xxx  |      |      |      |      |      | 4.45       |                  |
| 8                 | Roberta Bruni        | Itália        | o    | xxx  |      |      |      |      |      |      | 4.25       |                  |

Legenda
| Recorde mundial       | Recorde mundial (World record)               |                       | Recorde africano                      | Recorde africano (African) |                                           | Q | Classificado por posição (Qualified) |
| Recorde do campeonato | Recorde do campeonato (Championship record)  | Recorde da América    | Recorde da América (Americas)         | q                          | Classificado por melhor tempo (Qualified) |   |                                      |
| Melhor marca do ano   | Melhor marca do ano (World leading)          | Recorde asiático      | Recorde asiático (Asian)              | DNS                        | Não largou (Did not start)                |   |                                      |
| Recorde nacional      | Recorde nacional (National record)           | Recorde europeu       | Recorde europeu (European)            | DNF                        | Não terminou (Did not finish)             |   |                                      |
| Recorde pessoal       | Recorde pessoal do atleta (Personal best)    | Recorde da Oceania    | Recorde da Oceania (Oceania)          | DSQ / DQ                   | Desclassificado (Disqualified)            |   |                                      |
| Recorde da temporada  | Recorde da temporada do atleta (Season best) | Recorde sul-americano | Recorde sul-americano (South America) | NM                         | Sem marca (No mark)                       |   |                                      |